# 外国為替管理委員会
外国為替管理委員会（がいこくかわせかんりいいんかい）は、連合国軍占領下の日本において、日本側の貿易資金及び外国為替の整備・管理を担当した機関である。1949年2月2日連合国最高司令官（SCAP）からの指令SCAPIN-1968を受け、同年3月16日政令によって設置された。同年12月、同委員会設置法により総理府の外局となった。事務所は当初から日銀本店内におかれ、つまり実務は日銀が担当した。初代委員長は木内信胤であった。事務局長に牛場信彦。1952年7月末まで存続した。
1949年12月29日、SCAPから外貨資金管理を全権委任された。そしてSCAPが在日外銀に預託していた外貨資金のうち、5300万USドルと500万ポンドがSCAP代理外為委勘定（Foreign Exchange Control Board of the Japanese Govemment Account for the Account of SCAP）へ移管された。追って米ドル資金が日本政府へ完全移管され、1951年8月16日にSCAP代理外為委勘定は日本政府の代理勘定となった。そして日本興業銀行をはじめとする甲種為替銀行12行を日銀が復代理人として指名した。